# Valle de Sant Nicolau
El valle de Sant Nicolau se encuentra situado dentro del valle de Bohí, en la margen izquierda del río Noguera de Tor y formado por su afluente Sant Nicolau, que discurre en sentido E-W, en la zona nororiental de la comarca de la Alta Ribagorza (provincia de Lérida, España).

## Acceso
Se accede al valle por una pista de montaña que sale de Caldas de Bohí a la orilla del río para desviarse después hacia la derecha y desembocar en un desfiladero bastante estrecho y delimitado por la vertiente sur del pico de Comaltes (al norte) y por las faldas de la sierra de Martí Llac (al sur). El paisaje es de una belleza excepcional con la aparición progresiva de las cumbres que están nevadas la mayor parte del año. Gran parte de la zona occidental del parque nacional de Aiguastortas y Lago de San Mauricio pertenece a este valle.

## Lagos, picos y senderos

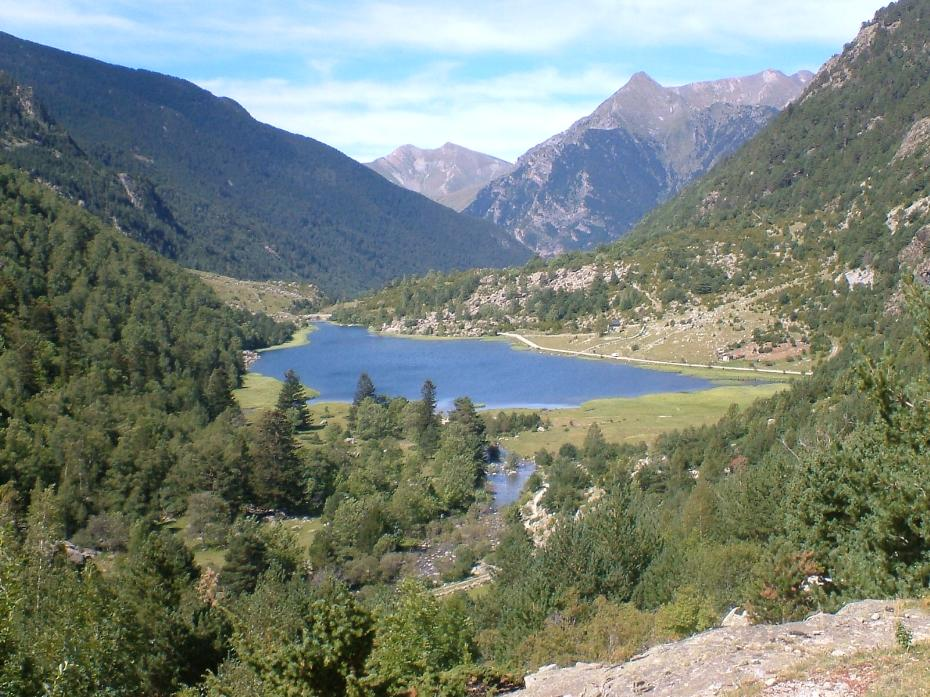
Lago de Llebreta visto desde la Cascada de Sant Esperit.

El lago o estany Llebreta se encuentra en el curso del río San Nicolás a 1617 m de altura y está rodeado por un circo de montañas. Muy cerca de su orilla se levanta la ermita de San Nicolás, construcción moderna porque la auténtica que se fundó en el siglo XII ya no existe; se derrumbó como consecuencia de un temblor de tierra.
Siguiendo el curso del barranco Serrader (afluente de la margen derecha del río San Nicolás) hacia el norte, se encuentran los lagos de Serrader. Al norte de estos lagos están las Crestes Barrades (2967 m) ya en la cabecera del río Noguera de Tor, el pico Contraig (2957 m) y el pico Serrader (2941 m).

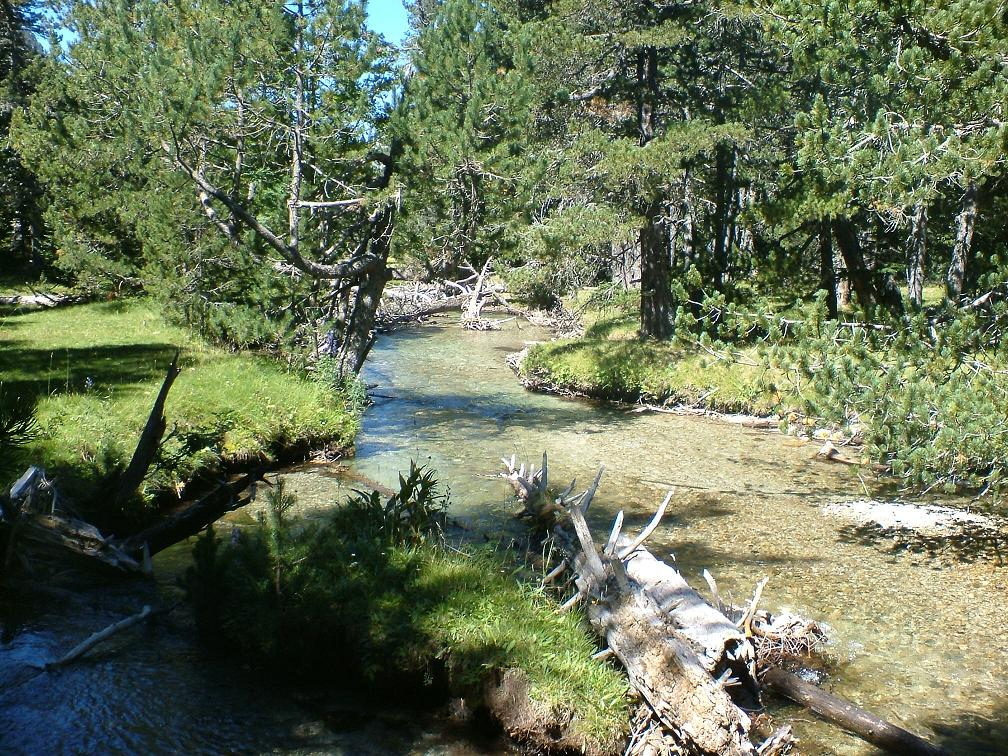
Planell d'Aigüestortes.

Al continuar desde el lago Llebreta hacia el este se llega al enclave llamado Aiguastortas, ya dentro del límite del parque nacional de Aigüestortes y Lago de San Mauricio. En este lugar, el río San Nicolás forma una red de canales e islotes (que se comunican por unos rústicos puentecillos de troncos de madera), donde crece un bosque de abetos. Se puede llegar en coche hasta este paraje, que no es el más salvaje y solitario de todo el parque, pues además de los numerosos carteles indicadores y de prohibiciones existe una presa con sus propios edificios. También puede verse una pequeña capilla consagrada al Santo Espíritu.
Tres kilómetros aguas arriba del río se llega a otro lugar parecido, llamado Aiguas de Ací. Ambos son producto de las glaciaciones cuaternarias, que dejaron grandes lagos cuyos lechos fueron colmatados poco a poco por los sedimentos arrastrados por los torrentes de los barrancos.
Los lagos de Delluí se encuentran un poco más al SE de Aiguas. A su alrededor se alzan las Agujas de Delluí y el collado de Delluí (2690 m) desde donde se domina el gran lago Gento. El lago (2572 m) y pico (2957 m) de Contraig se encuentran hacia el NW de Aiguas, en la región de Colomés, en plena cabecera del Noguera de Tor.

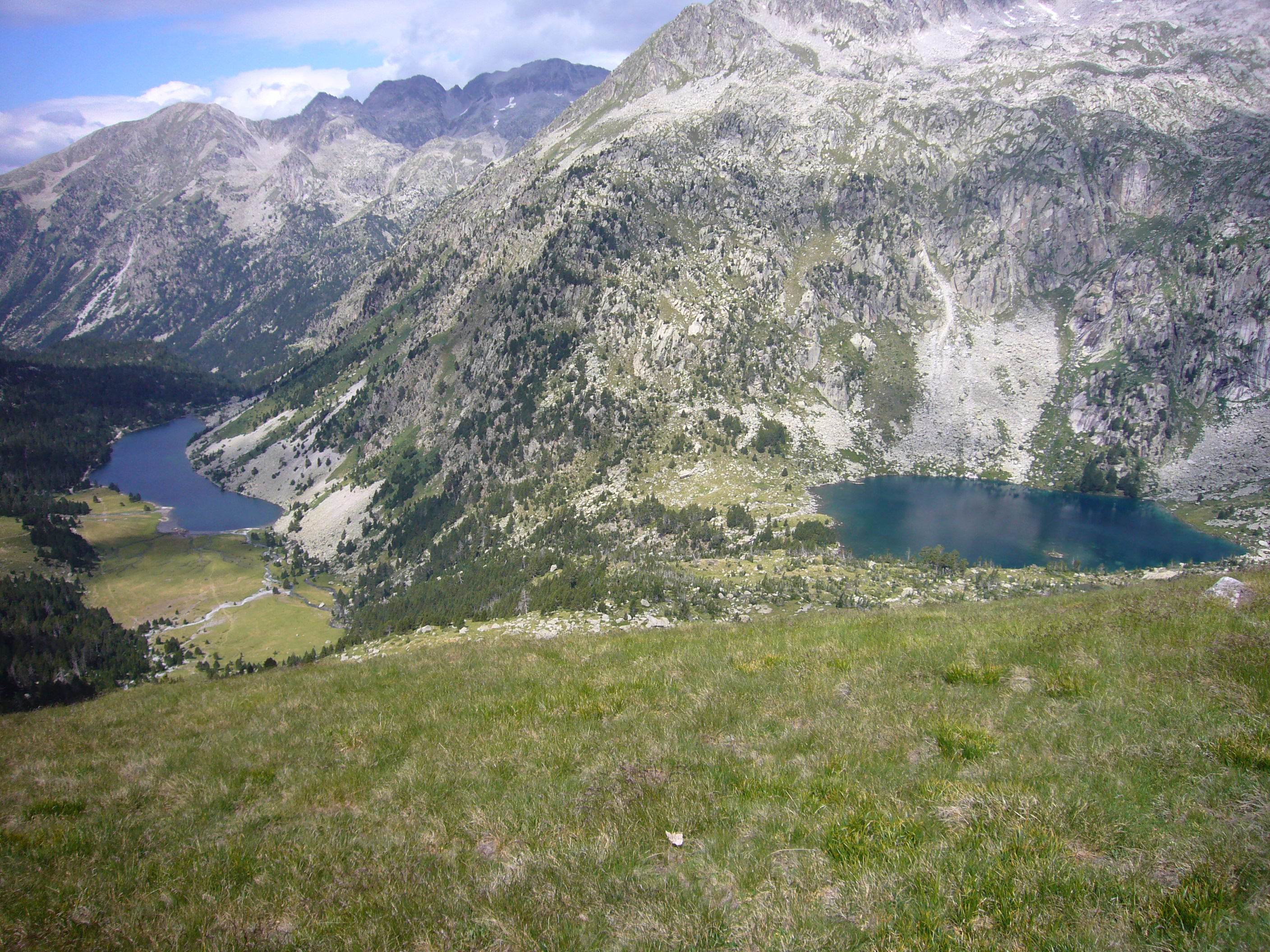
Lago Llong (izquierda) y Redó(derecha).

El lago Llong se encuentra en la orilla izquierda del río San Nicolás. Tiene una superficie de 7,5 hectáreas y está situado al pie de la falda del Gran Tuc de Colomérs (2933 m). Desde este lugar se puede emprender la subida hasta el Portarró d’Espot (2425 m), desde donde se dominan panorámicas de las dos vertientes del parque, sobre todo de Los Encantados y del lago de San Mauricio. Por todos estos parajes se encuentran a menudo cascadas que van alimentando a los arroyuelos que a su vez desembocan en los pequeños ríos afluentes.